# Eumathes amazonicus
Eumathes amazonicus là một loài bọ cánh cứng trong họ Cerambycidae.